# Барбулат Володимир Карпович
Володимир Карпович Барбклат (28 липня 1929, село Броштяни (Бруштень), тепер Рибницького району, Молдова — ?) — молдавський радянський діяч, історик, завідувач відділу пропаганди та агітації ЦК КП Молдавії. Член ЦК КП Молдавії в 1966—1971 роках. Кандидат історичних наук (1963), доцент.

## Біографія
У 1951 році закінчив Кишинівський державний педагогічний інститут.
Член ВКП(б) з 1951 року.
У 1951—1955 роках — на відповідальній комсомольській роботі в Молдавській РСР.
З 1955 до 1958 року — на педагогічній роботі.
У 1958—1963 роках — старший науковий співробітник Інститут історії партії при ЦК КП Молдавії.
У 1963—1964 роках — директор Інститут історії партії при ЦК КП Молдавії.
У 1964—1967 роках — завідувач відділу пропаганди та агітації ЦК КП Молдавії.
У 1967—1968 роках — заступник головного редактора Молдавської радянської енциклопедії.
З 1968 року — завідувач кафедри історії партії Кишинівського державного педагогічного інституту імені Крянге.
Подальша доля невідома.

## Основні праці
- Розвиток робітничого класу Молдавської РСР. 1945—1955. Кишинів, 1969
- Робітничий клас Радянської Молдавії. Кишинів, 1974 (співавтор)
- Історія Комуністичної партії Молдавії (співавтор)

## Нагороди
- орден «Знак Пошани»
- медалі